# Prodicella darena
Prodicella darena är en fjärilsart som beskrevs av Druce 1898. Prodicella darena ingår i släktet Prodicella och familjen nattflyn. Inga underarter finns listade i Catalogue of Life.